# Epicyclia
× Epicyclia, (abreviado Epy) en el comercio, es un híbrido intergenérico entre los géneros de orquídeas Encyclia × Epidendrum. Fue publicado en Orchid Rev. 112(1256, Suppl.): 28 (2004).